# Élections sénatoriales de 2008 dans le Gers
Les élections sénatoriales dans le Gers ont eu lieu le dimanche 21 septembre 2008. Elles ont eu pour but d'élire les sénateurs représentant le département au Sénat pour un mandat de six années.

## Contexte départemental
Lors des élections sénatoriales du 27 septembre 1998 dans le Gers, deux sénateurs ont été élus, un RPR et un UDF.
Depuis, tous les effectifs du collège électoral des grands électeurs ont été renouvelés, avec les élections législatives françaises de 2007, les élections régionales françaises de 2004, les élections cantonales de 2004 et 2008 et les élections municipales françaises de 2008.

## Rappel des résultats de 1998
| Candidat et parti politique | Candidat et parti politique | Candidat et parti politique | Premier tour | Premier tour | Second tour | Second tour |
| Candidat et parti politique | Candidat et parti politique | Candidat et parti politique | Voix         | %            | Voix        | %           |
| --------------------------- | --------------------------- | --------------------------- | ------------ | ------------ | ----------- | ----------- |
|                             | Robert Castaing             | PS                          | 361          | 48,46        | 368         | 49,33       |
|                             | Yves Rispat                 | RPR                         | 359          | 48,19        | 384         | 51,47       |
|                             | Robert Perussan             | PS                          | 347          | 46,58        | 355         | 47,59       |
|                             | Aymeri de Montesquiou       | UDF                         | 335          | 44,97        | 375         | 50,27       |
|                             | Gérard Dubrac               | DL                          | 41           | 5,50         | 1           | 0,13        |
|                             | François Pelletan           | FN                          | 12           | 1,61         | Retrait     | Retrait     |
|                             |                             |                             |              |              |             |             |
| Inscrits                    | Inscrits                    | Inscrits                    | 751          | 100,00       | 751         | 100,00      |
| Abstentions                 | Abstentions                 | Abstentions                 | 3            | 0,40         | 0           | 0,00        |
| Votants                     | Votants                     | Votants                     | 748          | 99,60        | 751         | 100,00      |
| Blancs et nuls              | Blancs et nuls              | Blancs et nuls              | 3            | 0,40         | 5           | 0,67        |
| Exprimés                    | Exprimés                    | Exprimés                    | 745          | 99,60        | 746         | 99,33       |

## Sénateurs sortants
| Sénateur | Sénateur              | Parti | Fonctions lors de l'élection en 1998 |
| -------- | --------------------- | ----- | ------------------------------------ |
|          | Aymeri de Montesquiou | UMP   | Conseiller général, maire de Marsan  |
|          | Yves Rispat           | UMP   | Conseiller général, maire de Lupiac  |

## Présentation des candidats et des suppléants
Les nouveaux représentants sont élus pour une législature de 6 ans au suffrage universel indirect par les grands électeurs du département. Dans le Gers, les sénateurs sont élus au scrutin majoritaire à deux tours. Leur nombre reste inchangé, 2 sénateurs sont à élire. Ils sont 10 candidats dans le département, chacun avec un suppléant.
| T/S | Candidats | Candidats                        | Parti | Principale fonction                                   |
| --- | --------- | -------------------------------- | ----- | ----------------------------------------------------- |
| T   |           | Colette Bassac                   | PCF   |                                                       |
| S   |           | Maurice Salles                   | PCF   |                                                       |
| T   |           | Gérard Marcet                    | PCF   |                                                       |
| S   |           | Christine Clerc                  | PCF   |                                                       |
| T   |           | Paul Perrussan                   | PS    |                                                       |
| S   |           | Suzanne Macabiau                 | PS    |                                                       |
| T   |           | Jean-Pierre Pujol                | PS    | Conseiller général, ancien maire de Nogaro            |
| S   |           | Gisèle Mauco                     | PS    |                                                       |
| T   |           | Raymond Vall                     | PRG   | Conseiller régional, maire de Fleurance               |
| S   |           | Nicolas Meuliet                  | PRG   |                                                       |
| T   |           | Jean Martowicz                   | DVD   |                                                       |
| S   |           | Colette François                 | DVD   |                                                       |
| T   |           | Douce de Franclieu               | DVD   |                                                       |
| S   |           | Hubert de Franclieu              | DVD   |                                                       |
| T   |           | Hervé de Bigault de Casanove     | DVD   |                                                       |
| S   |           | Élisabeth de Bigault de Casanove | DVD   |                                                       |
| T   |           | Aymeri de Montesquiou            | UMP   | Sénateur sortant, conseiller général, maire de Marsan |
| S   |           | Alain Brosetta                   | UMP   |                                                       |
| T   |           | Frédéric Vasseur                 | FN    |                                                       |
| S   |           | Micheline Genesson               | FN    |                                                       |

## Résultats
| Candidat et parti politique | Candidat et parti politique  | Candidat et parti politique | Premier tour | Premier tour | Second tour | Second tour |
| Candidat et parti politique | Candidat et parti politique  | Candidat et parti politique | Voix         | %            | Voix        | %           |
| --------------------------- | ---------------------------- | --------------------------- | ------------ | ------------ | ----------- | ----------- |
|                             | Aymeri de Montesquiou        | UMP                         | 380          | 52,63        |             |             |
|                             | Raymond Vall                 | PRG                         | 290          | 40,17        | 396         | 54,55       |
|                             | Jean-Pierre Pujol            | PS                          | 268          | 37,12        | 330         | 45,45       |
|                             | Paul Perrussan               | PS                          | 254          | 35,18        | Retrait     | Retrait     |
|                             | Gérard Marcet                | PCF                         | 58           | 8,03         | Retrait     | Retrait     |
|                             | Colette Bassac               | PCF                         | 52           | 7,20         | Retrait     | Retrait     |
|                             | Douce de Franclieu           | DVD                         | 40           | 5,54         | Retrait     | Retrait     |
|                             | Jean Martowicz               | DVD                         | 17           | 2,35         | Retrait     | Retrait     |
|                             | Hervé de Bigault de Casanove | DVD                         | 4            | 0,55         | Retrait     | Retrait     |
|                             | Frédéric Vasseur             | FN                          | 3            | 0,42         | Retrait     | Retrait     |
|                             |                              |                             |              |              |             |             |
| Inscrits                    | Inscrits                     | Inscrits                    | 981          | 100,00       | 981         | 100,00      |
| Abstentions                 | Abstentions                  | Abstentions                 | 13           | 1,33         | 11          | 1,12        |
| Votants                     | Votants                      | Votants                     | 968          | 98,67        | 970         | 98,88       |
| Blancs et nuls              | Blancs et nuls               | Blancs et nuls              | 5            | 0,52         | 18          | 1,86        |
| Exprimés                    | Exprimés                     | Exprimés                    | 963          | 99,48        | 952         | 98,14       |